# Leptopodomorpha
I Leptopodomorfi (Leptopodomorpha) sono un raggruppamento sistematico di piccoli Insetti dell'Ordine dei Rincoti (Sottordine Heteroptera).

## Sistematica
L'infraordine comprende due sottofamiglie:
- Superfamiglia: Leptopodoidea. Famiglie:

- Leptopodidae
- Omaniidae

- Superfamiglia: Saldoidea. Famiglie:

- Aepophilidae
- Saldidae